# Movimiento de Acción Revolucionaria
El Movimiento de Acción Revolucionaria (MAR) fue un grupo armado revolucionario de filiación comunista que se desarrolló en México durante las décadas de 1960 y 1970. 

## Historia
En la Universidad de la Amistad de los Pueblos Patrice Lumumba, a inicios de la década de los sesenta, en la Unión Soviética, se tenía como objetivo proporcionar preparación académica y técnica gratuita a mujeres y hombres del Tercer Mundo. Fue en esta institución donde un grupo de mexicanos discutieron sobre la situación política de su país y decidieron organizar el Movimiento de Acción Revolucionaria (MAR). Estaba formado principalmente de antiguos miembros de la Liga Leninista Espartaco, la Juventud Comunista y miembros del movimiento estudiantil de la Universidad Michoacana de San Nicolás de Hidalgo.
El marco histórico es desesperanzador: en 1952 se denuncia un fraude electoral en las elecciones de la presidencia de la república; en 1956 los soldados toman las instalaciones del Instituto Politécnico Nacional; por esas fechas la huelga de los ferrocarrileros es reprimida violentamente. En 1968 ocurre la famosa masacre por parte del gobierno en contra de jóvenes, ancianos y menores que se manifestaban el 2 de octubre en la Plaza de las Tres Culturas.
En medio de este mapa político surgen organizaciones armadas como el MAR, la Liga Comunista 23 de Septiembre, el Partido de los Pobres dirigido por Lucio Cabañas, etc. Esto sin tocar el tema de los campesinos y sus constantes peticiones por el mal reparto de la tierra. 
Los integrantes del MAR buscaron apoyo en el extranjero y la República Democrática de Corea acepta solidarizarse con el pequeño núcleo de mexicanos. A fines de 1968 viaja el primer grupo para ser entrenados en Corea. En 1969 viaja el segundo grupo. Según el testimonio de Fernando Pineda Ochoa en su libro titulado En las profundidades del MAR, la República de Corea nunca se inmiscuyó en asuntos internos del MAR. Tal vez no les convenía inmiscuirse en ese momento, sólo podemos sacar conjeturas.
Fue el primer grupo guerrillero que saltó a la escena nacional en el sexenio de Luis Echeverría. Cuando los miembros del MAR fueron detenidos los enviaron a Lecumberri, prisión fundada por Porfirio Díaz. Algunos otros de sus miembros fueron asesinados o secuestrados-desaparecidos en el Campo Militar No.1. La historia de las torturas y violaciones a los derechos humanos que se cometieron en contra de los integrantes de los diversos grupos armados se encuentra registrada en los documentos sobre la Guerra sucia. Posteriormente, los miembros del MAR priorizaron el trabajo político sobre el militar, y ya no reivindicaron sus acciones, que persistieron hasta 1979.